# حشر بن مکتوم آل مکتوم
حشر بن مکتوم آل مکتوم (به عربی: حشر بن مکتوم آل مکتوم) امیر دبی بوده است. او در سال ۱۸۵۹ امیر دبی شد و در سال ۱۸۸۶ درگذشت.